# Angelo Accardi
Angelo Accardi (nacido en 1964) es un artista italiano. 

## Biografía
Nacido en 1964 en Sapri, en Campania, Italia, Accardi se mudó a Nápoles para estudiar Arte en la Academia de Bellas Artes de Nápoles pero nunca terminó la carrera y a principios de los años 90 decidió abrir su propio taller.
Las primeras obras de Accardi se focalizaban en la figura humana y en la abrastracción. Alrededor de finales de los años 80 desvió su atención hacia la escultura en mármol, inspirándose en los clásicos griegos y romanos. A principios de los años 90, Accardi empezó a incluir temas sociales en sus cuadros.
En 2006 Accardi se unió al grupo vanguardista Tantarte y exhibió sus obras en Shanghai.
En 2011 el historiador del arte Marco Vallaro reconoció su trabajo y lo seleccionó para participar en la 54 edición de la Bienal de Venecia.
En 2018 Accardi exhibió la obra Misplaced en el Eden Fine Art Mayfair en Londres.
desde 2021 trabaja con la Deodato Art Gallery en Italia. En 2022 exhibió su obra Nonsense Makes Sense en la Deodato Art Gallery.

## Obra
El estilo artístico de Accardi se caracteriza por una mezcla de elementos surrealistas y realistas, con un enfoque en las interpretaciones narrativas y múltiples. Sus cuadros a menudo incluyen elementos de artistas como Klimt, Picasso y Roy Lichtenstein. Estas referencias clásicas se juntan a los personajes de la cultura popular contemporánea, entre ellos personajes como los Minions y los Simpson de Matt Groening.
Al comienzo de su carrera, el trabajo de Accardi estaba influenciado por lo que él define la "figura" de la tradición italiana, es decir un estilo en el que se enfatiza el cuerpo humano, junto con elementos pictóricos y simbólicos. Sus colecciones como Human Collection, Misplaced y Blend reflejan el interés en la interacción entre humanos, espacio y sociedad.